# Cerkev sv. Trofima, Arles
Cerkev sv. Trofima (francosko Cathédrale Saint-Trophime d'Arles) (Trophimus) je rimskokatoliška cerkev in nekdanja stolnica v mestu Arles v departmaju Bouches-du-Rhône v južni Franciji. Zgrajena je bila med 12. in 15. stoletjem in je v romanskem arhitekturnem slogu. Skulpture nad cerkvenim portalom, zlasti Poslednja sodba, in stebri v sosednjem križnem hodniku veljajo za ene najlepših primerov romanskega kiparstva.
Cerkev je bila zgrajena na mestu bazilike v Arlesu iz 5. stoletja, imenovane po sv. Štefanu. V 15. stoletju so romanski ladji prizidali gotski kor.
Skupaj z drugimi srednjeveškimi in rimskimi stavbami v Arlesu je bila cerkev leta 1981 vpisana na Unescov seznam svetovne dediščine kot del skupine Arles, rimski in romanski spomeniki.

## Časovnica
- 250 Po legendi postane Trofim iz Arlesa prvi škof v Arlesu.
- 597 (17. november). Avguštin Canterburyjski se vrne v Arles, potem ko je kralja, kraljico in glavne člane angleškega dvora spreobrnil v krščanstvo, Virgilij iz Arlesa, vikar Svetega sedeža v Galiji, pa ga je posvetil v škofa Anglikanske cerkve.
- 1152 : (29. september). Raimon de Montredon organizira prenos relikvij sv. Trofima iz bazilike svetega Štefana v Alyscampsu v novo stolnico svetega Trofima.
- 1178 : (30. julij). Cesarja Friderika I. Barbarosso v stolnici sv. Trofima krona nadškof Arlesa.
- 1365 : (4. junij). Po precedensu Friderika Barbarosse je cesar Karel IV. Luksemburški okronan za kralja Arlesa (Arelat) v stolnici sv. Trofima.
- 1445 do 1465 Romaniko poleg cerkve nadomesti gotski kor.[3]
- 1801 : Ko se je škofovstvo preselilo v Aix-en-Provence, je bila cerkev sv. Trofima ponovno razvrščena kot preprosta župnijska cerkev.
- 1882 : Papež Leon XIII. jo je dvignil v manjšo baziliko.
- 1981: Uvrščena na seznam svetovne dediščine.

## Cerkev
V času, ko je bila stolnica zgrajena, v poznem 11. ali zgodnjem 12. stoletju, je bil Arles drugo največje mesto v Provansi s prebivalstvom med 15.000 in 20.000. Imel je prometno pristanišče ob Roni in dve novi mesti na obeh straneh starega rimskega mesta, obdani z obzidjem. Bilo je vsaj formalno neodvisno kot Kraljestva Burgundija-Arles in je privabilo številne verske redove, vključno z vitezi hospitalci, vitezi templjarji in beraškimi redovi, ki so v mestu zgradili številne cerkve.
Apsida in transept sta bila verjetno zgrajena prva, v poznem 11. stoletju, ladja in zvonik pa sta bila dokončana v drugi četrtini 12. stoletja. Romanska cerkev je imela dolgo osrednjo ladjo visoko 20 metrov; njžji stranski ladji na obeh straneh; transept, ki podpira kvadratni osrednji zvonik; in apsido za oltarjem na vzhodnem koncu s polkroglastim obokom. Okna so majhna in visoko v svetlobnem nadstropju, nad nivojem stranskih ladij.

## Poromanska umetnost
Čeprav je cerkev znana predvsem po izjemni romanski arhitekturi in kiparstvu, vsebuje bogate skupine umetnosti iz drugih obdobij. Med njimi je več pomembnih izrezljanih poznorimskih sarkofagov, relikviarijev iz različnih obdobij in baročnih slik, tri pa je delo Louisa Finsona. Predstavljen je tudi slikar Trophime Bigot, več je baročnih tapiserij, vključno s kompletom desetih o Življenju Device. Cerkev je bila uporabljena za shranjevanje predmetov, ki izvirajo iz drugih cerkva ali verskih hiš v regiji, ki so bile razpršene v francoski revoluciji ali v drugih obdobjih.

## Zahodni portal
Zahodni portal je eden od zakladov romanskega kiparstva, ki predstavlja zgodbo o Apokalipsi po Janezovem in Matejevem evangeliju. Kristus veličastno sedi v timpanonu, okrog njega pa simboli evangelistov; po najpogostejši razlagi so to mož sv. Mateja, lev sv. Marka, vol sv. Luke in orel sv. Janeza. Pod njim sedijo apostoli. Levo od portala gre procesija izbranih kristjanov v nebesa, desno pa grešnike mečejo v pekel.
Okras portala vključuje tudi množico svetopisemskih prizorov; Oznjenje; Jezusov krst; čaščenje Treh kraljev, modri pred Herodom; Pokol nedolžnih; Pastirji s svojimi čredami.
Na nižji ravni, ločeni s pilastri in stebri iz temnega kamna, so kipi svetnikov, povezani z zgodovino Arlesa; na levi sveti Jernej, sveti Jakob Veliki, sveti Trofim, sveti Janez Evangelist in sveti Peter; na desni pa sveti Filip, sveti Jakob Pravični, sveti Štefan, sveti Andrej in sveti Pavel.
Podstavki stebrov ob portalu so okrašeni s kipi levov, Samsona in Dalile ter Samsona in leva.

## Križni hodnik
Križni hodnik je bil zgrajen v drugi polovici 12. in prvi polovici 13. stoletja za uporabo kanonikov, duhovnikov, ki so spremljali škofa in upravljali cerkveno premoženje. V skladu z reformo, ki jo je uvedel papež Gregor VII., so morali kanoniki živeti kot menihi, s skupno spalnico, obednico in križnim hodnikom znotraj ograjenega prostora stolnicee, ki je z obzidjem ločena od mesta.
Ob cerkvi je bil najprej zgrajen refektorij ali jedilnica, skupaj s kapiteljsko dvorano ali sejno sobo za kanonike. Nato je nastal dormitorij za kanonike, velika obokana soba na vzhodni strani križnega hodnika. Delo na križnem hodniku se je začelo s severno galerijo, nato z vzhodno galerijo, ki sta bila dokončana okoli leta 1210–1220. Potem se je delo nenadoma ustavilo.
Kmalu po izgradnji vzhodne in zahodne galerije je mesto začelo propadati. Provansalski grofje so se preselili iz Arlesa v Aix, središče cerkvene oblasti se je preselilo v papeško palačo v Avignonu, Karel Anžujski pa je leta 1251 zatrl gibanje voditeljev Arlesa za večjo neodvisnost. Leta 1348 je črna smrt drastično zmanjšala prebivalstvo celotne Provanse.
Južna in zahodna galerija križnega hodnika sta bili zgrajeni šele v 1380-ih in 1390-ih letih in sta bili zgrajeni v drugačnem slogu, gotskem slogu, ki so ga imeli radi papeži v Avignonu, s križno rebrastimi oboki.
Leta 1355 so se kanoniki odrekli bivanju v dormitoriju in se preselili v hiše v bližini stolnice. Dormitorij, refektorij in kapitelj so spremenili v kašče in shrambe.
Severna galerija, zgrajena v drugi četrtini 12. stoletja, je čisto romanska, z banjastim obokom. Rezbarije kapitelov stebrov so posvečene velikonočni skrivnosti in poveličevanju zavetnikov Arlesa. Razmerja med figurami na stebrih in kapiteli stebrov kažejo razmerja med Staro in Novo zavezo, temo, ki jo je v Parizu predstavil Suger, opat Saint Denisa.
Prvi vogalni steber v severni galeriji je posvečen sv. Trofimu, zavetniku Arlesa, med figurama sv. Petra in sv. Janeza. Relief na stenah prikazuje prazen Kristusov grob na velikonočno jutro. Kapiteli stebrov prikazujejo Lazarja, ki prihaja iz svojega groba med Marto in Marijo; Abraham namerava žrtvovati svojega sina; in Balaama na njegovi riti ustavi angel z mečem.
Naslednji trije stebri prikazujejo kamenjanje svetega Štefana, skupaj s portretom svetega Pavla; Kristus sreča učence, prikazane kot romarje na poti v Compostelo, v Emausu; in Kristus, ki kaže svoje rane nevernemu Tomažu.
Kapiteli med stebri prikazujejo tri angele, ki se prikazujejo Abrahamu; in sv. Pavel, ki nagovarja atenski Areopag.
Edini ilustrirani kapitel v zadnji traveji prikazuje srečanje Mojzesa z Bogom pred gorečim grmom. Zgodba o vstajenju se zaključi na severovzhodnem vogalnem stebru z Jezusovim vnebohodom, ob figurah sv. Pavla in sv. Andreja na obeh straneh sv. Štefana.
Vzhodna galerija, zgrajena v poznem 12. ali zgodnjem 13. stoletju, ima nekaj gotskih značilnosti, vključno s figurami modrih in nespametnih devic v kitnicah ter simboli štirih evangelistov. Na stebrih je pripovedovana pasijonska zgodba, medtem ko je na izrezljanih kapitelih upodobljeno Kristusovo življenje.
Prizore Kristusovega otroštva lahko beremo na kapitelih od severa proti jugu; oznanjenje, obiskovanje in rojstvo na prvem kapitelu; naslednji kapitel prikazuje grb Arlesa in orla z razprtimi krili, simbol cesarja Svetega rimskega cesarstva, ki je takrat vladal Arlesu; tretji kapitel prikazuje Oznanjenje pastirjem, z dvema zagnanima kozloma, ki plezata na drevo življenja.
Steber v prvem traku začne zgodbo o pasijonu s Kristusovim bičanjem. Na nasprotni strani je Juda, ki stiska denarnico s tridesetimi srebrniki.
Kapiteli v osrednji traveji ponazarjajo zgodbo o Treh kraljih, ki ni v zgodovinskem redu; zaporedni stebri prikazujejo pokol nedolžnih; beg v Egipt; angel, ki se prikaže magom v gostilni; trije modri pred Herodom; čaščenje magov in angel, ki se prikaže Jožefu v sanjah.
Steber v drugem traku ima dva kipa, ki verjetno predstavljata sv. Janeza in mati Cerkev.
Kapiteli v tretjem delu ponazarjajo Kristusov vstop v Jeruzalem, cvetno nedeljo in binkošti ter viteza, ki udari nasprotnika in nato stopi do dame; morda predstavlja Konstantina, ki premaga poganstvo in se mu nato zahvali matična cerkev.
Južni steber ponazarja Kristusov krst in hudiča, ki skuša Kristusa, Kristusa, ki umiva noge apostolom, zadnjo večerjo in Judežev poljub.
Južna galerija verjetno izvira iz 1380-ih ali 1390-ih let in je zgrajena v gotskem slogu s koničastimi loki, ki sekajo oboke, ki počivajo na stebrih z listnatimi kapiteli.
Kapiteli v južni galeriji so v celoti posvečeni zgodbi o sv. Trofimu; prva prikazuje sv. Trofima, ki blagoslavlja grobišče Alyscamps in posveča oratorij še živi Devici Mariji; naslednji štirje prikazujejo čudež, ki ga je naredil sv. Trofim; vrne v življenje viteza in devet njegovih sorodnikov, ki jih je cesar Karel Veliki po krivici obsodil na smrt zaradi klofute nadškofa Turpina.
Zahodna galerija verjetno izvira iz leta 1375 in je posvečena verskim osebam in prizorom, priljubljenim v Provansi; od juga proti severu: kamenjanje svetega Štefana; Samson ubije leva in se preda Dalili; Sveta Marta in Tarask; Marija Magdalena poljublja Kristusove noge; oznanjenje v gotskem okolju; kronanje Device; in binkošti.

## Galerija
- Leva stran zahodnega portala
- Podrobnosti zahodnega portala
- Daniel v levji jami na zahodnem portalu
- Ladja, konec 12. do 15. stol
- Rimski sarkofag v cerkvi, kjer naj bi bili posmrtni ostanki svetega Honorata
- Kapitel stebra v križnem hodniku z licem
- Steber z rezbarijo sv. Trofima, (severna galerija)
- steber, ki prikazuje kamenjanje sv. Štefana
- Kapitel v zahodni galeriji, ki prikazuje mitsko taraskovo zver iz Provanse